# Flagelação de Jesus

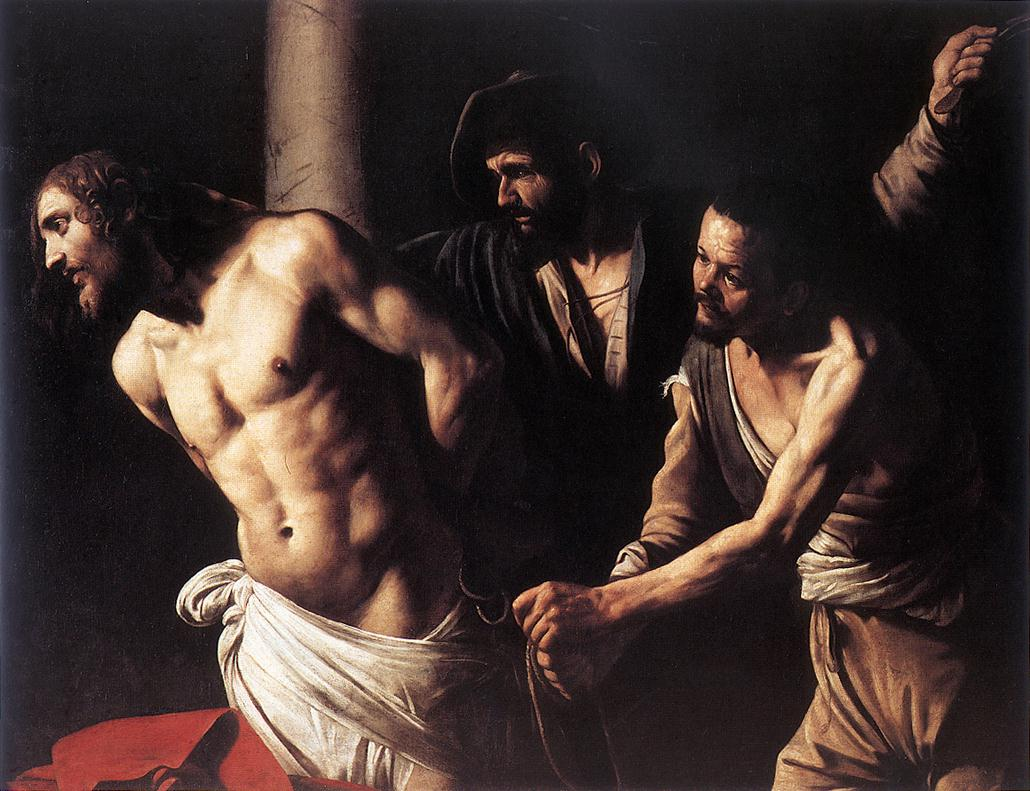
Cristo na coluna.
1607. Por Caravaggio, atualmente no Museu de Belas Artes de Ruão, na França.

A flagelação de Jesus, também conhecido como Cristo na coluna, é um episódio da Paixão de Cristo que aparece com bastante frequência na arte cristã, em ciclos da Paixão ou como um grande tema nos ciclos da Vida de Cristo. É também a quarta estação da versão moderna (e alternativa) das estações da cruz e um dos Mistérios Dolorosos do Santo Rosário. A coluna à qual Jesus geralmente aparece amarrado, e a corda, o flagelo, são elementos que aparecem nas Arma Christi.
A Basilica di Santa Prassede, em Roma, alega ter a coluna original. O mesmo acontece com a Catedral de São Jorge, em Istambul.

## Narrativa bíblica

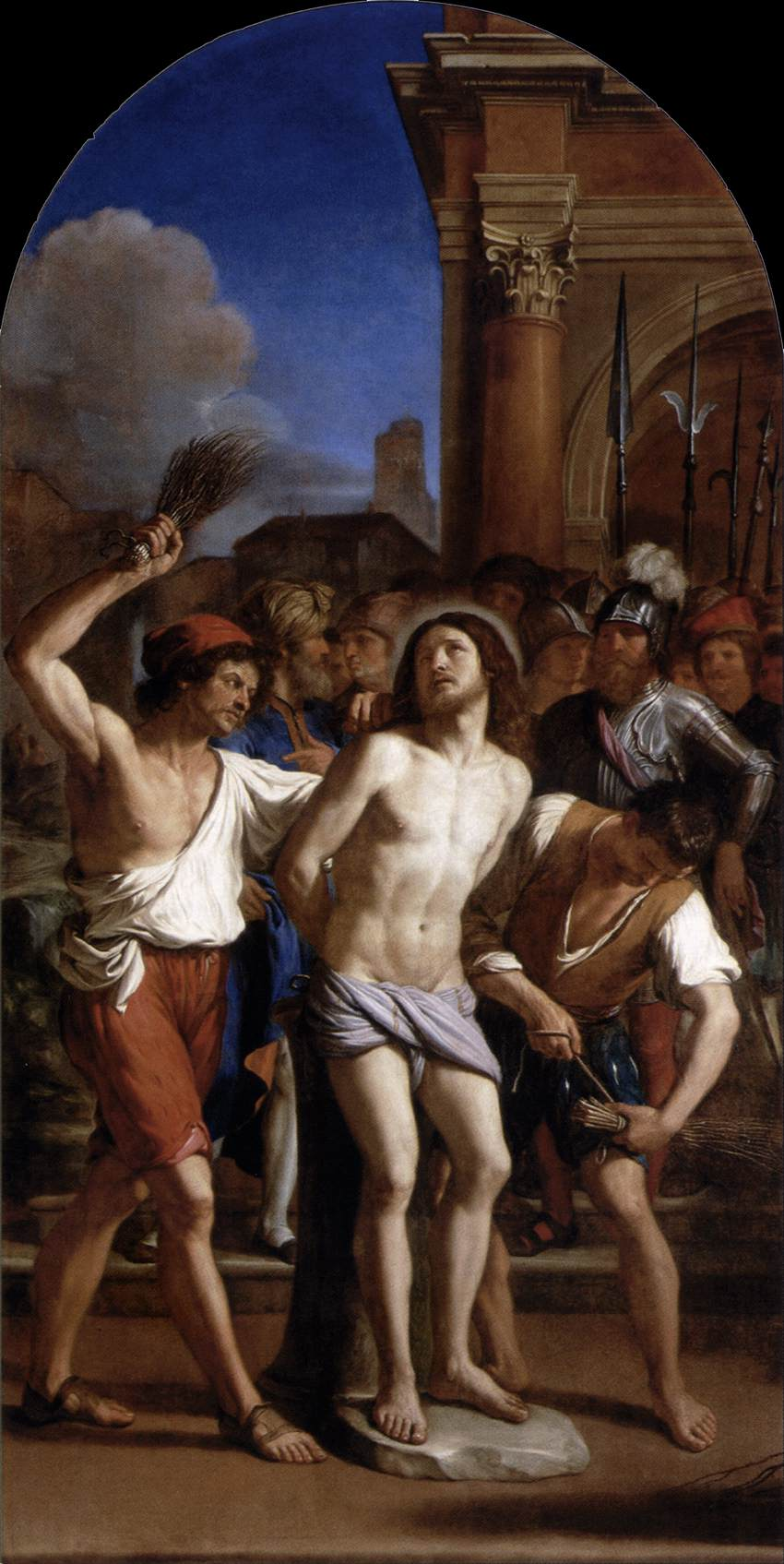
Flagelação de Cristo.
1644. Por Guercino, atualmente no Museu de Belas Artes de Budapeste, na Hungria.

O evento é mencionado em três dos quatro evangelhos canônicos, em João 19:1, Marcos 14:65 e Mateus 27:26. Lucas 22:63–65 relata um episódio onde os guardas do Sinédrio surram e zombam de Jesus, mas não a flagelação nas mãos dos romanos. A flagelação é um prelúdio usual à condenação pela crucificação sob o direito romano. Na Paixão de Cristo, o evento precede a Zombaria de Jesus e a Coroa de Espinhos e está contido no episódio mais amplo da Corte de Pilatos.

## Arte
O episódio aparece na arte ocidental pela primeira vez no século IX, quase nunca aparecendo na arte bizantina e sendo muito raro na arte ortodoxa oriental em qualquer época. Inicialmente encontrado em manuscritos iluminados e em pequenos marfins, há diversos murais monumentais de por volta do ano 1000 ainda existentes na Itália. Desde o início, aparecem geralmente três figuras: Cristo e dois servos de Pôncio Pilatos, que o chicoteiam. Nas primeiras representações, Cristo aparecia nu ou vestindo um longo manto, com o rosto virado ou visto de costas; a partir do século XII, o padrão é Cristo vestindo uma proteção genital e olhando para quem vê a pintura.
Pilatos por vezes aparece assistindo a cena, com um servo de sua esposa se aproximando para entregar-lhe uma mensagem (veja esposa de Pôncio Pilatos), e, na Baixa Idade Média, provavelmente sob a influência das peças da Paixão, o número de pessoas chicoteando Jesus aumenta para três ou quatro, com faces cada vez mais grotescas e caricatas no Norte da Europa, sempre vestidos como os mercenários da época. Às vezes, outra figura, que pode ser Herodes, está presente. Apesar da flagelação ter ocorrido a mando de Pilatos, os carrascos por vezes são representados com chapéus judeus. Seguindo o exemplo da Maestà de Duccio, a cena também passa a ser representada em público, perante uma audiência de judeus.
Os franciscanos, que promoveram a auto-flagelação como meio de se identificarem com o sofrimento de Cristo, foram provavelmente os responsáveis pelas grandes cruzes processionais italianas, nas quais a flagelação ocupa o verso da cruz, com a crucificação na frente. Estas foram presumivelmente seguidas em procissão pelos flagelantes, que podiam ver Cristo sofrendo à sua frente.
A partir do século XV, o tema também passou a ser pintado em obras individuais ao invés de uma cena numa série da Paixão. Nesta mesma época, "Cristo na coluna" se desenvolveu como uma imagem de Jesus sozinho, atado à uma coluna ou estaca. Este novo tema foi mais popular na escultura barroca e, também relacionado, era o tema, não encontrado nos evangelhos canônicos, de "Cristo na masmorra". É geralmente difícil distinguir entre os dois e entre "Cristo na coluna" e a "Flagelação de Cristo".
Em tempos modernos, produtores de cinema representaram Jesus sendo chicoteado. É uma cena importante no filme de 2004 de Mel Gibson, "A Paixão de Cristo". No filme Laranja Mecânica, de Stanley Kubrick, Alex se imagina como um soldado romano chicoteando Jesus.

## Exemplos notáveis
- Capela Scrovegni, por Giotto[14]
- A Flagelação de Cristo, por Piero della Francesca

## Galeria

Imagens da Flagelação
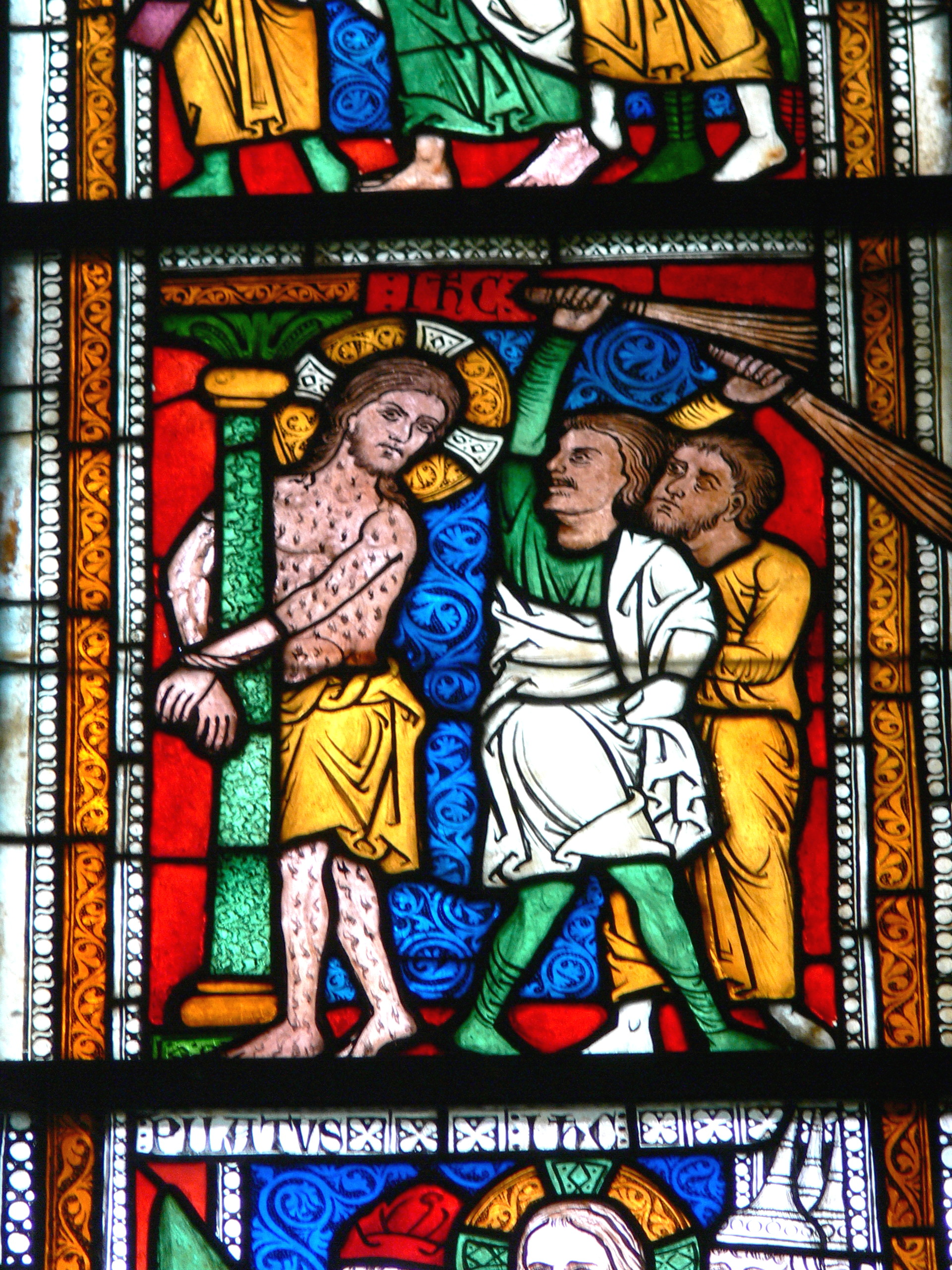
Vitral alemão, ca 1240
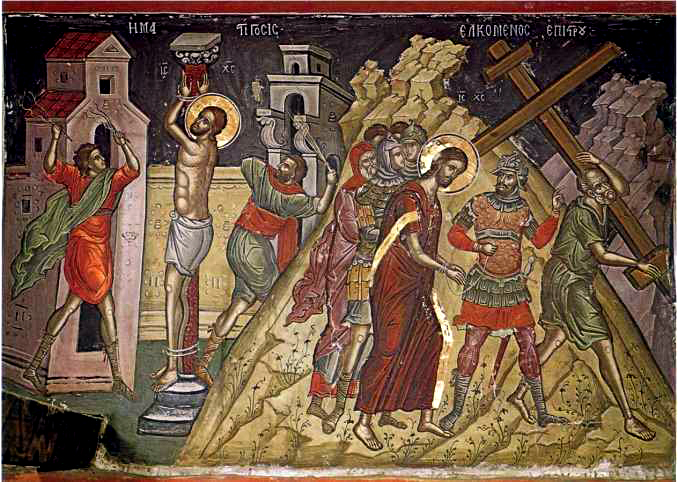
Afresco grego ortodoxo por Teófanes, o Cretense
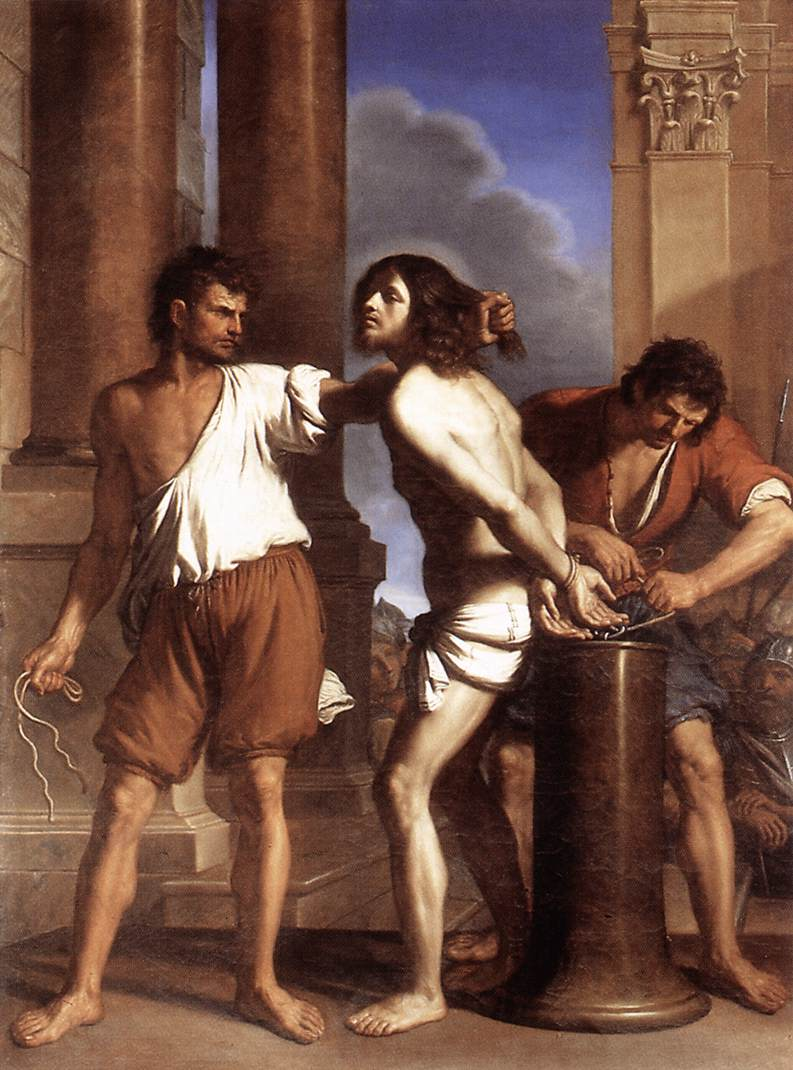
Guercino, 1657
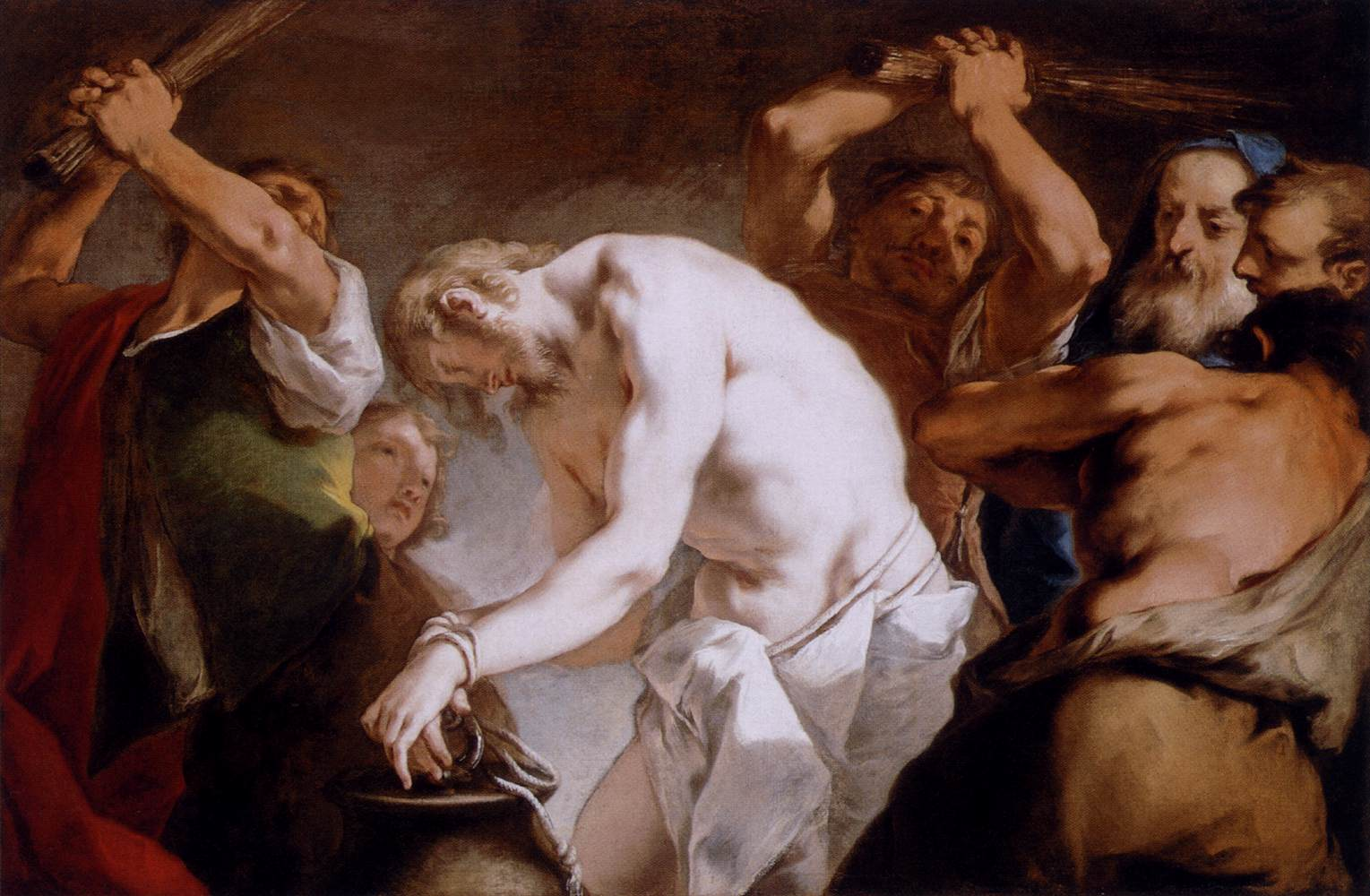
Nicolo Grassi, 1720
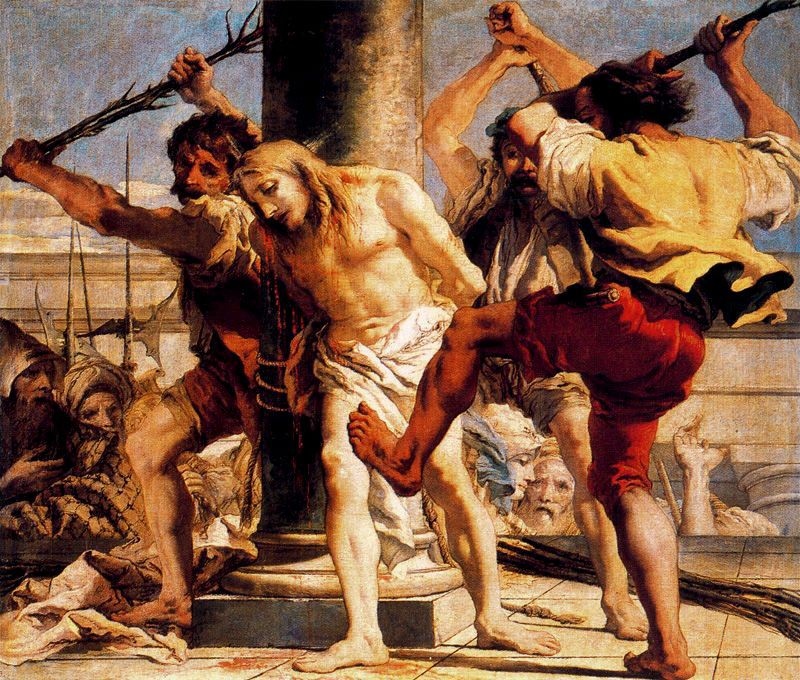
Tiepolo
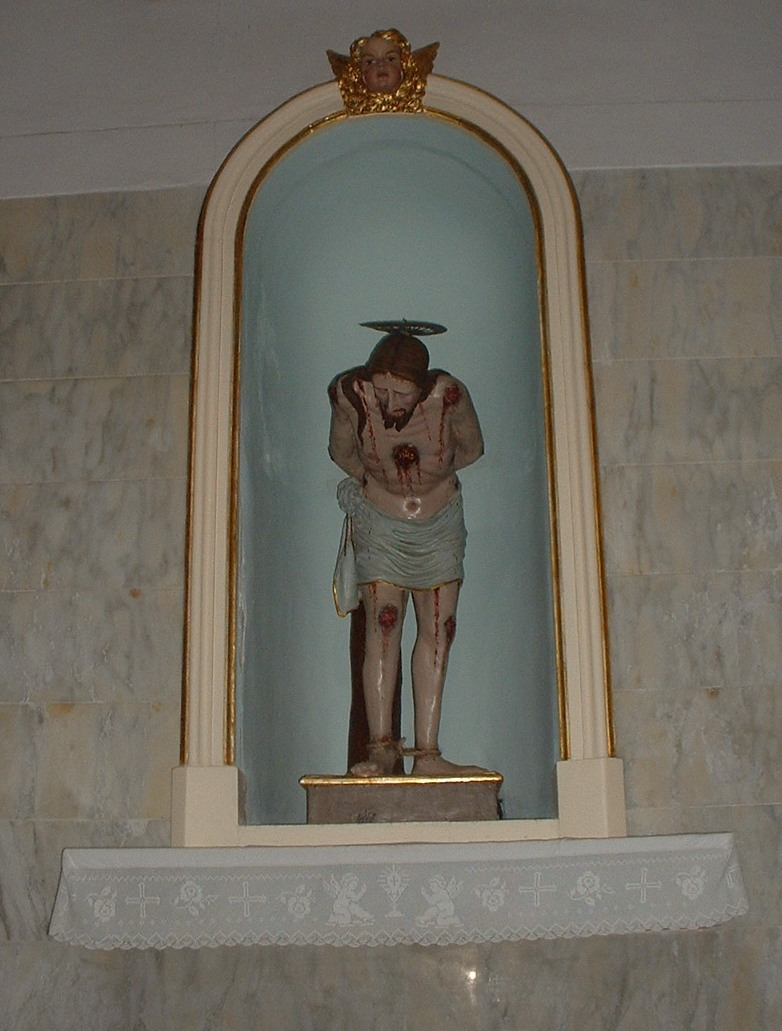
Cristo na coluna, escultura italiana, 1817
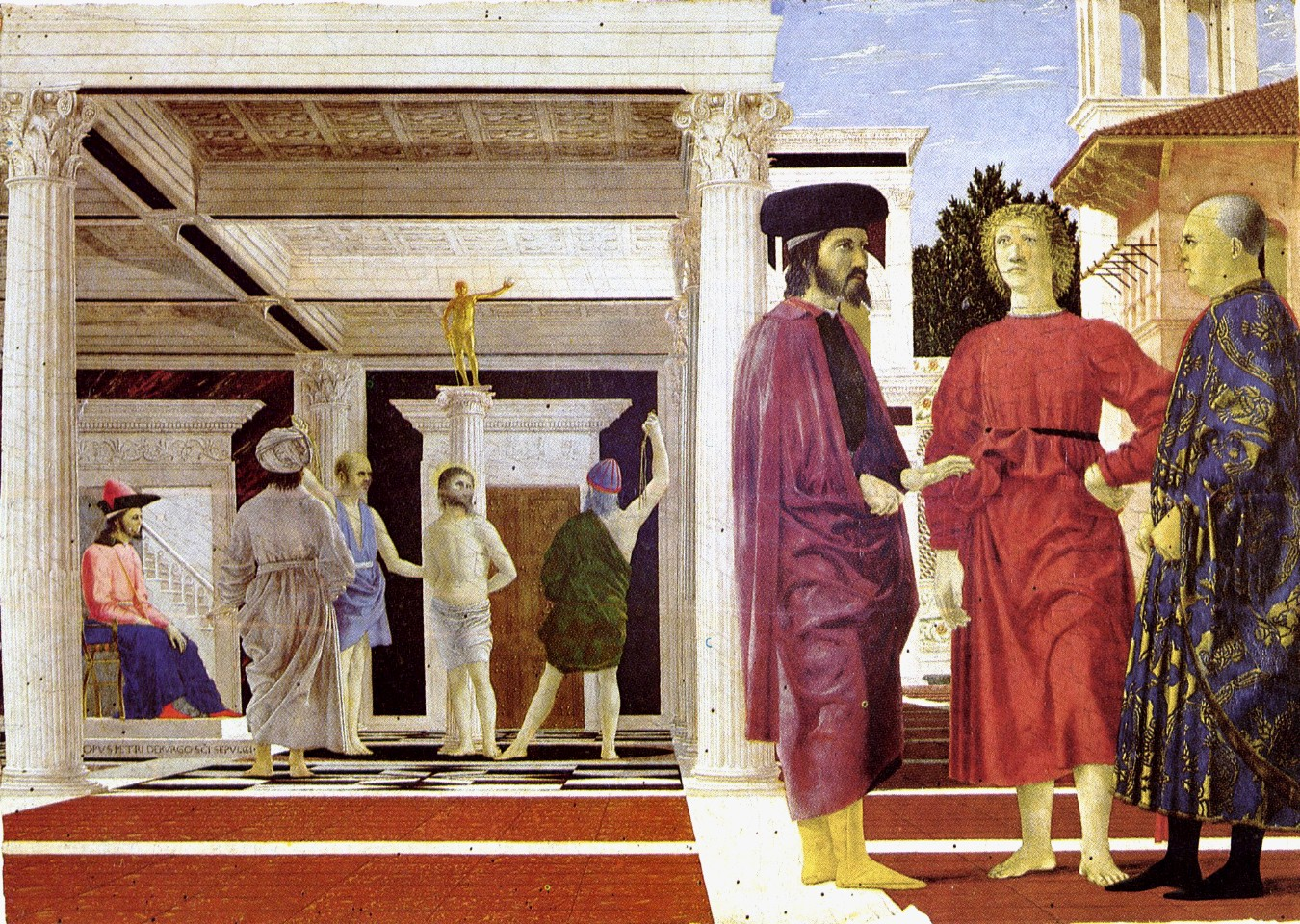
1460. Piero della Francesca